# Nelsonville (Ohio)
Nelsonville ist eine City im nordwestlichen Athens County in Ohio in den Vereinigten Staaten. Das U.S. Census Bureau ermittelte bei der Volkszählung 2020 eine Einwohnerzahl von 4612.
Die Stadt liegt am U.S. Highway 33 und wird von den Flüssen Hocking River und Monday Creek durchzogen. In Nelsonville befindet sich eine technische Hochschule, das Hocking College.

## Geschichte
Schon 1774 entdeckte der Gouverneur von Virginia, John Murray, 4. Earl of Dunmore, auf seinem Rückweg aus den Indianerterritorien des heutigen Ohio entlang des Hocking Rivers jenes Gebiet, wo heute das westliche Ende von Nelsonville liegt. Um 1810 wurde hier eine Blockhütte errichtet, die wahrscheinlich Jägern als Unterschlupf diente.

### Daniel Nelson
Im August 1814 kaufte Daniel Nelson mit seiner Frau Sarah Smith Nelson aus Shrewsbury, Massachusetts das Land, auf dem die später nach ihm benannte Stadt errichtet wurde. Im Juni 1818 steckte Nelson 57 Baugrundstücke ab, die er zur Gründung der Stadt zur Verfügung stellte. 1821 gab es bereits sieben Häuser. 1823 stiftete Nelson ein Grundstück für die Schule, eines für den Friedhof und eines für den Marktplatz. Die ersten Straßen waren die Columbus und die Mulberry Street, die später in Washington Street umbenannt wurde.
Um 1820 errichtete Daniel Nelson ein größeres Blockhaus, das er mit seiner Familie bewohnte. Daniel und Sarah Nelson hatten insgesamt 12 Kinder, eines war jedoch bei dem Treck von Massachusetts nach Ohio gestorben und in Marietta begraben worden. Als das Blockhaus wieder zu klein für die Familie geworden war, wurde es auf das Schulgrundstück in der Columbus Street übersiedelt und diente als Schule. Das Haus ist bis heute erhalten geblieben und steht nach zwei weiteren Übersiedlungen jetzt in der Fayette Street.

### Entwicklung zur Stadt
Die erste Mühle wurde 1816 von Josiah Coe errichtet, daraus wurde später die Robbins-Mühle. Samual Robbins gründete 1825 zuerst eine Gerberei. Bereits um 1820 eröffnete Thomas Thompson das erste Gasthaus am Ort. 1822 wurde James Knight der erste Ladenbesitzer.
Nelsonville wurde 1838 eine eigene Gemeinde und Charles Cable war der erste Bürgermeister. 1849 eröffneten die Cables das Cable Store. Die erste Bank war die Merchants and Miners Bank, gegründet im Jahr 1873. Schon im Jahr 1846 wurde eine Freimaurer-Loge in Nelsonville gegründet.

## Bildung
1865 wurde die erste Elementary School gegründet, die bis 1960 in Betrieb war. Die heutige East Elementary School folgte 1874 und wurde 1959 abgerissen. Die West Elementary School wurde 1891 errichtet und 1971 geschleift. Die Junior High School stammt aus dem Jahr 1907. Die Junior High School sowie die Nelsonville High School existieren noch im Original und stehen an der Fayette Street, wenige Blocks vom Zentrum entfernt.

## Söhne und Töchter der Stadt
- Pamela S. Soltis (* 1957), Botanikerin und Evolutionsbiologin
- Erica Terwillegar (* 1963), Rennrodlerin
- Sarah Jessica Parker (* 1965), Schauspielerin